# 北京市卫生健康委员会
北京市卫生健康委员会（简称市卫生健康委）是中华人民共和国北京市人民政府主管卫生健康工作的组成部门。

## 历史沿革

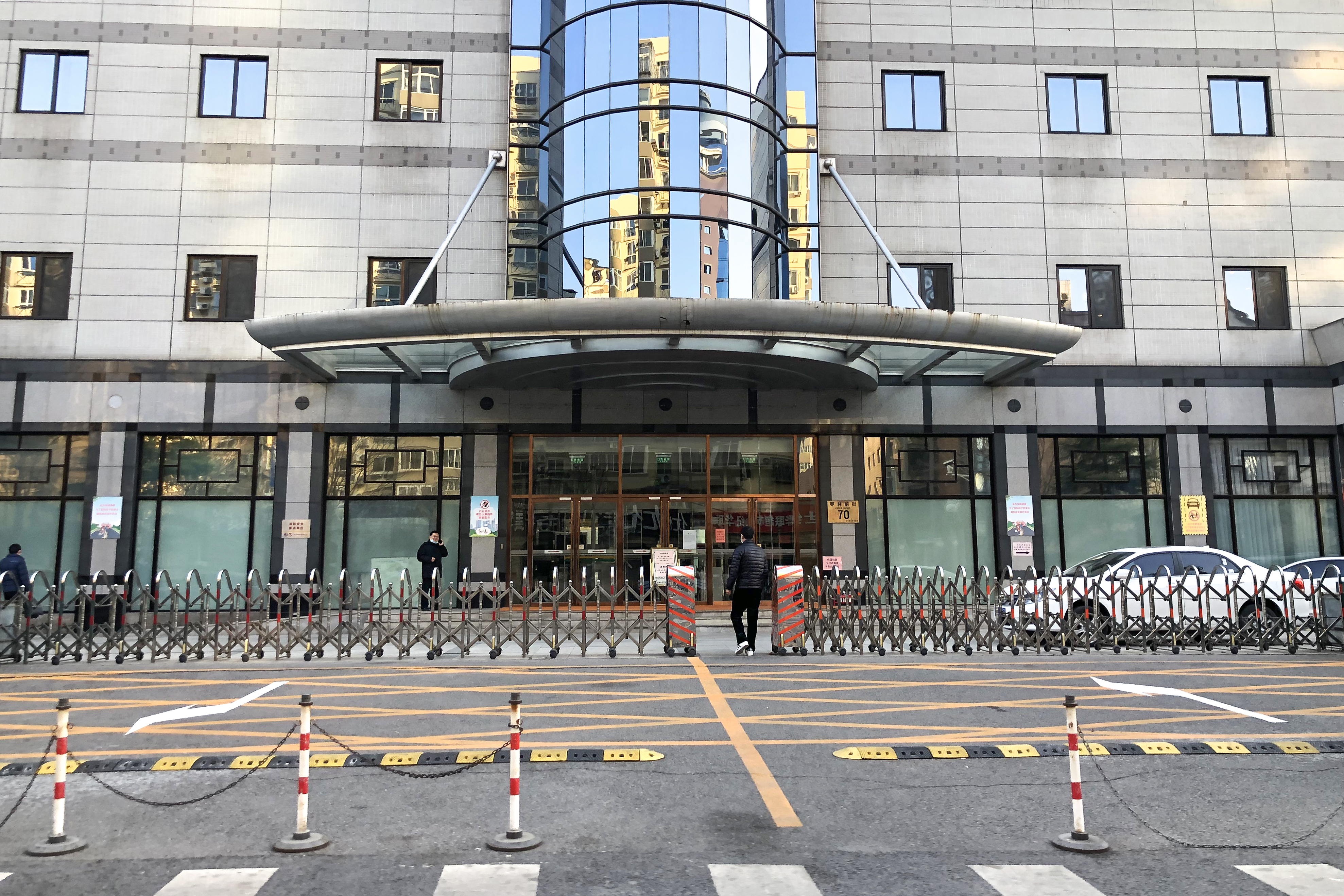
北京市卫健委在搬迁至北京城市副中心行政办公区前，办公地点枣林前街70号并未悬挂任何政府部门的牌匾

2018年10月15日，以习近平同志为核心的党中央、国务院正式批准北京市机构改革方案，决定组建北京市卫生健康委员会。它将整合原北京市卫生和计划生育委员会、市深化医药卫生体制改革领导小组办公室、市老龄工作委员会办公室的职责，以及市安全生产监督管理局的职业安全健康监督管理职责，作为北京市人民政府组成部门开展职能工作。
2018年11月8日，北京市卫生健康委员会正式挂牌成立。
2024年1月，北京市卫健委办公地点东迁至北京城市副中心行政办公区达济街6号院。

## 机构设置
北京市卫生健康委员会下设：
内设机构
- 办公室
- 发展规划处（首都医药卫生协调处）
- 政策法规处
- 体制改革处
- 疾病预防控制处（公共卫生管理处）
- 医政医管处（社会办医服务处）
- 爱国卫生运动推进处（健康促进处）
- 基层卫生健康处
- 卫生应急办公室（突发公共卫生事件应急指挥中心）
- 科技教育处
- 综合监督处
- 药械处
- 食品安全标准处
- 老龄健康处
- 妇幼健康处
- 职业健康处
- 人口监测与家庭发展处
- 公众权益保障处
- 国际合作处（港澳台办公室）
- 保健处（北京市保健委员会办公室）
- 扶贫协作与支援合作处
- 信息统计处
- 安全保卫处
- 财务处（审计处）
- 干部人事处（人才处）
- 机关党委（党群工作处）
- 机关纪委（巡察工作办公室）
- 工会
- 离退休干部处

所属机构
- 北京市卫生健康监督所
- 北京市计划生育服务指导中心
- 北京市计划生育协会
- 北京市疾病预防控制中心
- 北京市预防医学研究中心
- 北京急救中心
- 北京市卫生健康委宣传中心
- 北京市卫生健康委会计核算服务中心
- 北京结核病控制研究所
- 中共北京市卫生健康委员会党校
- 北京市卫生健康委人才交流服务中心
- 北京市农村改水项目领导小组办公室
- 北京市社区卫生服务管理中心
- 北京市卫生健康委信息中心
- 北京市卫生计生热线服务中心
- 北京市临床药学研究所
- 中华医学会北京分会
- 北京市医药集中采购服务中心
- 北京市卫生健康委机关后勤服务中心
- 北京卫生职业学院
- 北京市体检中心
- 北京市卫生健康委离退休干部服务中心
- 北京市红十字血液中心
- 北京市卫生健康委行政审批服务中心

## 历任领导
主任
| 姓名   | 任期                           | 备注        |
| ------ | ------------------------------ | ----------- |
| 雷海潮 | 2018年11月23日－2020年11月27日 | [ 4 ]       |
| 于鲁明 | 2020年11月27日－2022年5月25日  | [ 5 ] [ 6 ] |
| 刘俊彩 | 2023年2月28日－                |             |